# Nolgården, Näs
Nolgården, Näs este o arie protejată (arie specială de conservare — SAC, sit de importanță comunitară — SCI) din Suedia întinsă pe o suprafață de 4,1 ha, integral pe uscat.

## Localizare
Centrul sitului Nolgården, Näs este situat la coordonatele 58°05′01″N 13°42′03″E / 58.0835°N 13.7007°E.

## Înființare
Situl Nolgården, Näs a fost declarat sit de importanță comunitară în ianuarie 1997 pentru a proteja . Situl a fost protejat și ca arie specială de conservare în martie 2011.

## Biodiversitate
Situată în ecoregiunea boreală, aria protejată conține 2 habitate naturale: Pajiști uscate seminaturale și facies de acoperire cu tufișuri pe substraturi calcaroase (Festuco-Brometalia) (* situri importante pentru orhidee), Fânețe de joasă altitudine (Alopecurus pratensis, Sanguisorba officinalis).
La baza desemnării sitului se află un număr nedeclarat de specii protejate: